# カプア包囲戦
カプア包囲戦（カプアほういせん）は、第二次ポエニ戦争中の紀元前212年から紀元前211年にかけて行われた、共和政ローマによるカルタゴと同盟したカプアに対する攻城戦である。ローマ軍は2人の執政官（コンスル）クィントゥス・フルウィウス・フラックスとアッピウス・クラウディウス・プルケルに率いられていた。初回の戦闘でローマ軍は敗れたが、整然と撤退することができた。この勝利により、ハンニバルはローマのカプアに対する包囲を一旦は解くことができた。しかしながら、再びローマはカプアを包囲し、翌年にこれを陥落させた。

## 背景
カンナエの戦いの勝利により、ハンニバルは戦略的に重要な戦果を得ることができた。いくつかの都市国家や部族はローマから離れたが、それにはカンパニアのアテラ（en）、カラティア（en）、アプリアの一部、サムニウム人（ペントリ族を除く）、ブルッティ族（en）、ルカニ族（en）、ウゼンティ族、ヒルピニ族、コンパサ（現在のコンツァ・デッラ・カンパーニア）、マグナ・グラエキアのギリシャ人都市国家ではタレントゥム（現在のターラント）、メタポントゥム（en）、クロトーン、ロクリ、加えてガリア・キサルピナ全土等が含まれる。ネオポリス（現在のナポリ）はローマとの同盟関係を続けた。
ハンニバルは、兵の一部を弟のマゴ・バルカに与えてブルティウムに向かわせ、その地域の諸都市・部族のローマからの離脱とカルタゴへの服従を誓わせ、それを拒む場合には攻撃した。

### 紀元前216年：カプア、ローマを離れカルタゴに付く
ハンニバル自身は軍の大部分を率いてカンパニアに向かい、カプアとの間にローマとの離脱交渉を行った。カプアはローマに次ぐ第2の都市であり、この頃から100年ほど前の紀元前312年にはアッピア街道でローマと結ばれており、依然として重要性が高かった。
歴史家のティトゥス・リウィウスによると、100人以上のカルタゴ人が街に入り、カプア側の代表であるパクウィウス・カラウィウスとの交渉を行った。合意内容は以下のようなものであったと考えられる。
- カルタゴ高官もカプア市民以上の権利は有さない
- カプア市民はその意思に反して徴兵されたり訓練を受けたりすることはない
- カプアはその法律と裁判を維持する
- ハンニバルはカンパニアに300人のローマ捕虜を送り、シチリア島で捕虜になったカンパニア人と交換する[14]

カンパニア人達は、ローマの知事だけでなく何人かのローマ市民を保護を名目にして逮捕し、浴場に監禁した。その後浴室の温度を異常に上げたため、これらの人々はみな死亡した。ハンニバルとの同盟に反対した少数の人々は追放され、キュレネに到着した時点でプトレマイオス朝のファラオであるプトレマイオス4世に保護され、ローマに送り返された。
一方、ハンニバルはカプアに入城し、指導者や裕福な市民の歓迎を受けた。その中の1人がハンニバルを襲撃しようとしたが、直ちに捕らえられて殺された。ハンニバルは元老院議員を召集して、カルタゴとの同盟関係を結んだことに感謝し、戦闘が起こった場合はカプアを防衛することを約束した。

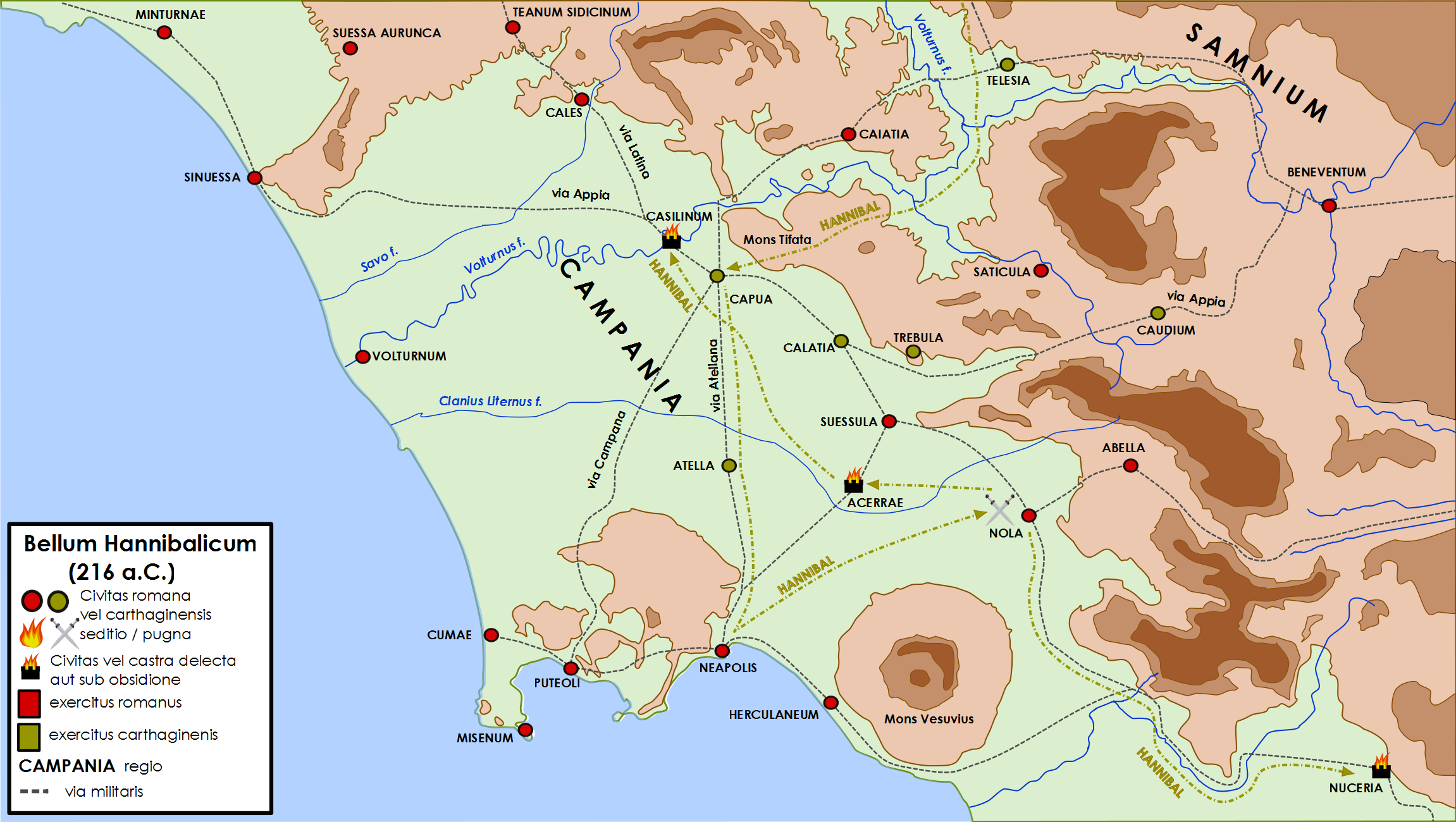
紀元前216年のカンパニアにおけるハンニバルの動き

ハンニバルはカプアとの同盟を結んだ後にカンパニアでの作戦を再開した。ネオポリスの攻略は失敗に終わったが、続いて無抵抗での降伏を期待して軍をノラに向けた。しかし、ハンニバルの到着前に法務官（プラエトル）マルクス・クラウディウス・マルケッルスが先に街に入っておりハンニバルを攻撃してきた（第一次ノラの戦い）。ハンニバルはノラの攻略を諦め、ヌケエリア（現在のノチェーラ・インフェリオーレ）に向かい、そこを略奪して火を放った。
カルタゴ軍は再度ノラを攻撃したが、3,000の兵を失ってこれも失敗し、アケラに向かった。マルケッルスはノラの城門を固く閉ざし、歩哨に誰も街から出ないように見張らせた。次に敵と内通した反逆者70人を死刑にした。これらの人々の財産は没収され、元老院での許可のもとローマのものとした。その後ノラを出てスエッスラ（en）を見下ろす高台に野営した。
ハンニバルは当初アケラを無抵抗で降伏させることを望んだ。しかし、市民のローマに対する忠誠心が強いことを知り、攻城戦を開始した。しかし街の防御は不十分であり、多くの市民が夜中にカルタゴ軍の塹壕を超えて脱出し、まだローマとの同盟関係を維持している近隣の都市に逃げ込んだ。ハンニバルはローマの独裁官に選出されたマルクス・ユニウス・ペラがカシリヌム（en）に新たな軍団を向かわせていることを知り、カプアでの騒乱を防ぐために、アケラを破壊し火を放った。ハンニバルはローマ軍の動きを予測して軍をカシリヌムに向けた。その時点でカシリヌムの守備兵はプラエネステ兵570名と少数のローマ兵、加えてカンナエでの敗北後に増強された460名のみであった。食料不足の不安はあったものの、三方をヴォルトゥヌス川に囲まれたこの小さな街を守るには十分と考えられていた。
ハンニバルはカシリヌムに接近し、イサルカという指揮官の下にアフリカ兵を派遣し、降伏交渉を行わせた。交渉は失敗して戦闘が始まったが、ローマ軍は何度かカルタゴ軍の攻撃を撃退した。冬が近づくとハンニバルは野営地の防御を強化し、カシリヌムのローマ軍に攻略を諦めていないと思い込ませ、実際にはカプア近郊に軍の大部分を撤退させた

### 紀元前216年から紀元前215年にかけての冬：カプアでの休息

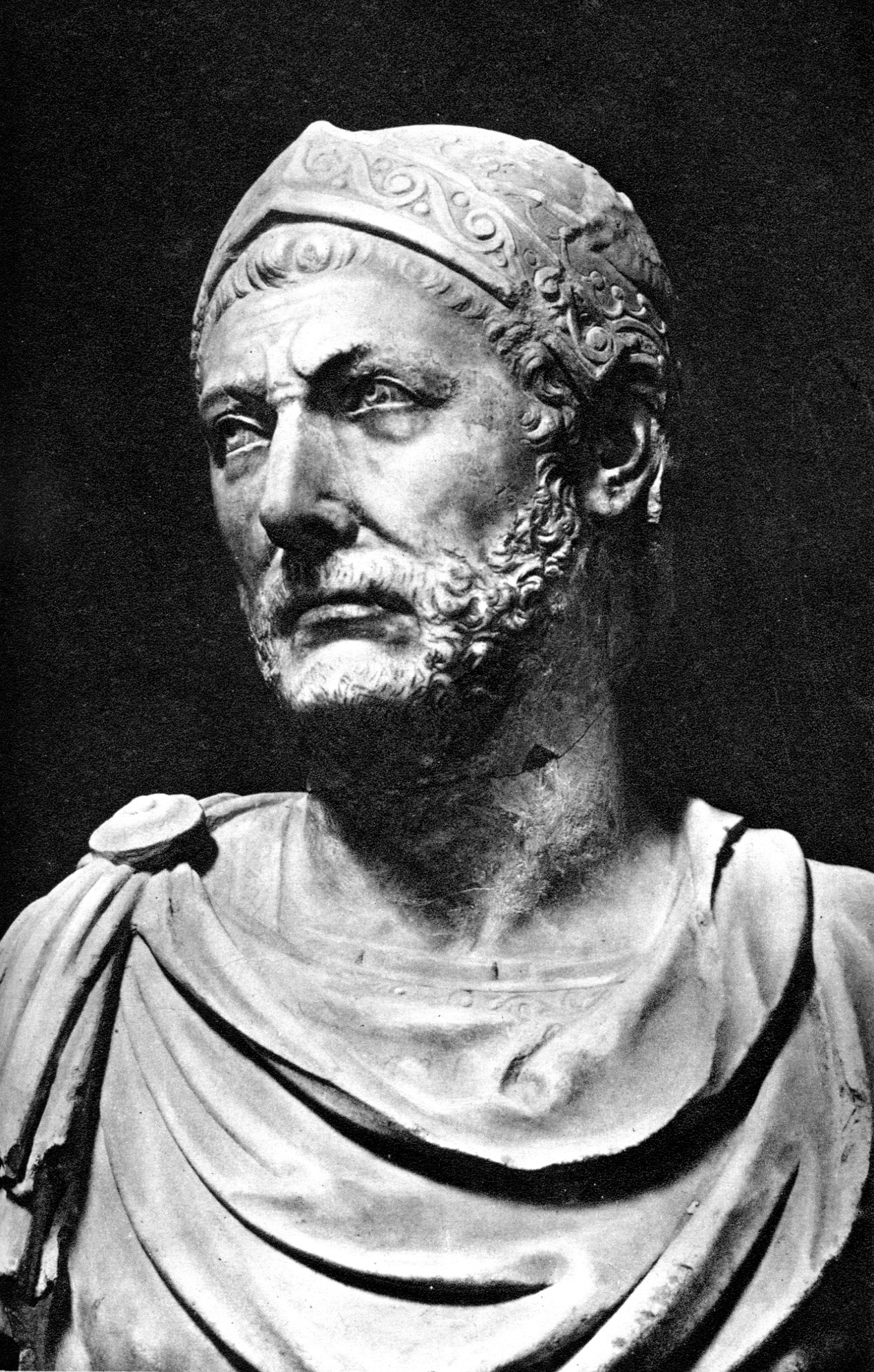
ハンニバルの胸像。ミラノ国立考古学博物館

リウィウスによると、ハンニバルは冬の間ほとんどの部隊を街に駐屯させていた。長い間戦場の厳しい環境に耐えてきたカルタゴ兵は、都市での生活に慣れていなかった。
リウィウスは軍の規律が緩んだとしてカルタゴ軍がカプアで冬を過ごしたことを批判している。一部の兵士は地元の女性と問題を起こした。そうでないものも、春になって作戦を開始したときに、まるで新兵のように肉体的・精神的強靭さを欠いていた。カプアに戻りたくて、軍を脱走するものも多かった。しかしこの有名な「カプアでの堕落」は、イタリアの歴史家ガエタノ・デ・サンクティス（en）によって疑問視されている。
ハンニバルの兵士達が、カプア市民の温かい歓迎を楽しんで休息することができたのは事実である。伝統的にローマの歴史家、特にリウィウスは、軍の精強性を失わせたとして、いわゆる「カプアで余暇時間」の重要性を強調する傾向にある。しかしポリュビウスはこのような記録は残しておらず、これが現代の歴史家が疑いを持つ根拠となっている。カプアでの休息後でも、ハンニバルとその軍はその優秀さを発揮し、ローマ軍に決定的な敗北を喫することなく、その後10年間イタリア半島内で戦い続けた。

### 紀元前215年：クーマエとノラ
春になるとカルタゴ軍はカシリヌムに戻り、数ヶ月にわたって包囲を続けた。同じ頃、ローマの独裁官であるマルクス・ユニウス・ペラはそこから遠くないテアヌム・シディシヌムに冬営していた。マルケッルスも前執政官（プロコンスル）としてカレス（en）で編成された2個軍団を率い、スエッスラに移動した。また、カンナエの残存兵は法務官アッピウス・クラウディウス・プルケルが率いてシチリアに渡り、逆にシチリアにいた軍団がローマに戻された。
新たな2人の執政官、クィントゥス・ファビウス・マクシムスとティベリウス・センプロニウス・グラックスはそれぞれ軍を率い、ファビウスは「奴隷兵士」と同盟国兵士25,000名を率いてペラの野営地を引き継いだ。マルケッルスもノラの防衛のためスエッスラから移動した。

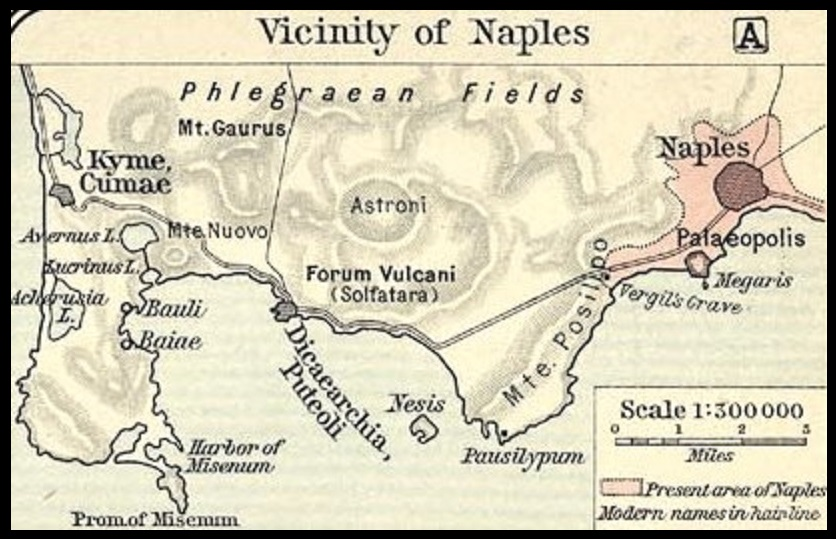
ネオポリス（現在のナポリ）湾とハンニバルが包囲したクーマエ（左上）

他方、マリオ・アルフィオを指導者とするカンパニア人達はクーマエをローマとの同盟から離脱させるべく、諜略を用いた。グラックスはこの計画の情報を得ると外交使節を送り、3日後にはクーマエから4.5キロメートル程の距離にあるハマスでクーマエの元老院議員と会った。グラックスは篭城に備え、クーマエに食料を可能な限り運び入れ、貯蔵するように提案した。一方で、全軍をハマスに移動させた。続いて行われた戦いはローマ・クーマエ連合軍の勝利に終わり、カンパニア側の戦死は2,000を超え、マリオ・アルフィオも戦死した。ローマ側の戦死者は100人以下であった。グラックスは敵の野営地を一掃した後、ティファタ山（en）に野営していたハンニバルが急襲をかけてきた場合に備えて、クーマエの城壁内に撤退した。
ハンニバルは翌日にクーマエに到着し、攻城兵器を備え付けて街を包囲した。ファビウスはカレスのカストラ（防衛拠点）に駐屯していたが、占いの結果が凶であるとして、ヴォルトゥヌス川を越えることは無かった。グラックスは反撃の準備を行った。結局ハンニバルは包囲を解き、ティファタ山に引き上げた。
一方、ファビウスは罪滅ぼしの儀式を完了するとヴォルトゥルヌス川を渡り、軍を率いてカルタゴ側に寝返っていたクブルテリア（it）、トレブラ（en）アウスティクラ（おそらくは現在のサティクラ）の占領に向かった。これらの都市では多くのカルタゴ軍捕虜を得た。その後、スエッスラを見下ろすクラウディアナのカストラに向かった。到着後、マルケッルスにノラに向かいそこを守備するように命令した。ノラでは元老院はローマ側につき、一方民衆はハンニバルに降伏しようとしていた。夏の間、マルケッルスはヒルピニ族、サムニウム人、ガリア人に対して何度も襲撃を行い、かってサムニウムがローマに敗れた際の記憶を思い出させた。このため、ヒルピニ族やサムニウム人はハンニバルに使節を送り、軍事的保護を求めた。彼らは、マルケッルスの略奪に対してカルタゴ軍が自分たちを見捨てていると抗議した。ハンニバルは彼らを安心させ、土産を持たせて返し、直ちに反撃を行うと約束した。ハンニバルはティファタ山に少数の守備兵を残し、主力軍を率いてノラに向かった。ノラ近郊で野営し、ブルティウムからのハンノ（en）の援軍と合流することとした。

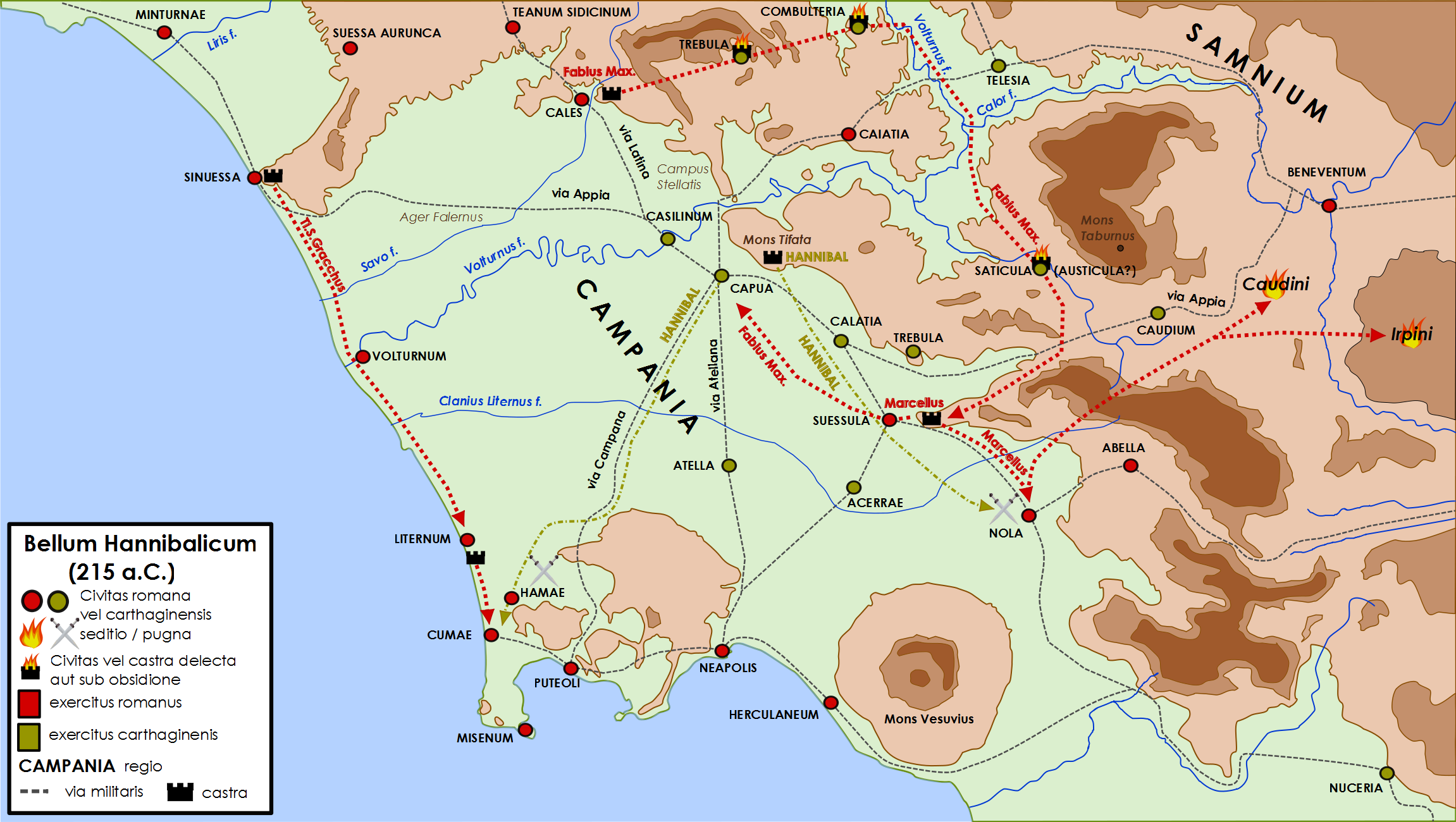
紀元前215年のカンパニアにおけるハンニバルの動き

マルケッルスは、その後もサムニウムの略奪を続けていたが、常に退却路は確保していた。全ての行動は、ハンニバルと対しているかのように慎重かつ良く分析されたものだった。カルタゴ軍の接近を察知すると、マルケッルスは直ちに兵をノラの城壁内に撤退させた。カルタゴ軍は周囲の略奪を始めたが、そこにローマ軍が襲いかかり（第二次ノラの戦い）、優勢に戦いを終えた。その日の戦いで5,000人のカルタゴ兵が戦死し、600人が捕虜となった。ローマの損害は1,000以下であった。当初はカルタゴに好意的だったノラの市民も、ローマを見直した。ハンニバルはノラから撤退し、ハンノをブルティウムに送り、自身はアプリアのアルピ（en）で冬営に入った。
ファビウスはハンニバルがアプリアに向かったことを知ると、ノラとネオポリスにあった穀物を全てスエッスラの彼の野営地に運び入れた。その後守備兵を残し、軍をカプアへ向かわせた。カンパニアでは焦土作戦を実施し、カプア軍が城外に出て戦うように仕向けた。
カプア軍の兵力は6,000であり騎兵は優秀であったが、歩兵は戦力としては期待できなかった。このため、まずは騎兵が攻撃を開始した。リウィウスは、カプアの勇敢な騎士がローマの騎士に一騎討ちを挑んだと述べている。この決闘は決着がつかなかったが、一戦を交えた後、その騎士は城内に撤退した。
このエピソードの後、ファビウスは軍を撤退させ、カプア人に種まきを許し、略奪も行わなかった。その後スエッスラに戻り冬営を行った。マルケッルスは適切な数の守備兵をノラに残し、同盟都市に負担をかけすぎないように残りの兵をローマに戻した。もう1人の執政官であるグラックスはその軍団をクマエからアプリアのルセラに動かし、法務官マルクス・ヴァレリウス・レヴィヌス（en）をブリンディジウムに派遣し、マケドニアのピリッポス5世に備えさせた。
紀元前215年の終わり、ファビウスはポッツオーリに陣地を構築して守備兵を置き、その後ローマに戻った。そこで翌年の執政官に再選された。

### 紀元前214年：ハンニバル、三度目のノラ攻略に失敗
軍事行動の一貫性を維持するため、ファビウスとマルケッルスは2人とも執政官に再選された。また、6個軍団が増設され、ローマの総兵力を合計で18個軍団とすることも決定された。この結果はカプアの市民を不安にさせ、ハンニバルの元にカプアへの帰還を要請するための使節が送られた。ハンニバルも、ローマ軍に行動を邪魔されないよう急ぎ行動する必要があると考え、アプリからカプアを見下ろすティファタ山の野営地に移動した。ヌミディア兵とイベリア兵は野営地とカプアの防衛のために残され、残りの兵はアヴェルヌス湖に向かった。ハンニバルはそこから南東4キロメートルにあるプテオリのローマ守備軍を攻撃する計画であった。

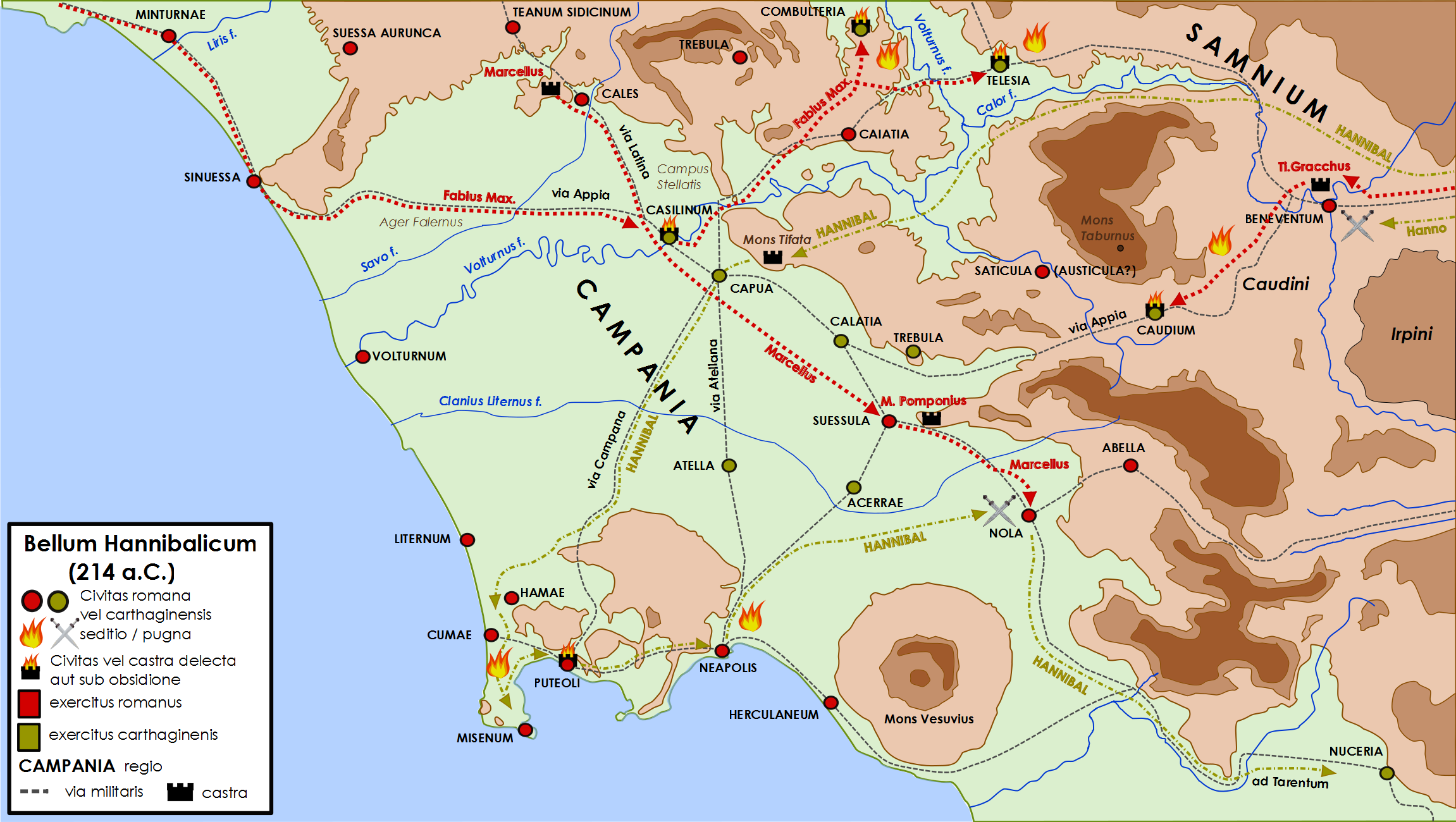
紀元前214年のカンパニアにおけるハンニバルの行動

ファビウスはハンニバルがアプリを離れカンパニアに戻ったことを知ると、直ちにローマを出発し彼の軍に合流した。続いてティベリウス・グラックスの元に使者を派遣し、軍をルケリア（en）からベネヴェントゥムに移動させた。法務官を務めていた息子で同名のクイントゥス・ファビウス（en）にアプリアに行きグラックスの代理を務めるよう命令した。全ての軍の指揮官達は所定の場所に向かった。
アヴェルヌス湖のハンニバルの元に南イタリアのタレントゥムらの使者が訪れ、街をローマから解放して欲しいとの懇願を受けた。ハンニバルは時機を見てその実行を約束した（実現するのは2年後の第一次タレントゥム攻城戦である）。古いギリシャ殖民都市であるタレントゥムは裕福であるだけでなく海に面していた。当時アドリア海対岸のマケドニアのピリッポス5世はカルタゴと同盟関係を結んでいた。やはり港湾都市であるブリンディジは依然ローマとの同盟を維持していたため、タレントゥムはピリッポス5世が陸軍派遣を決意した場合、それを受け入れるに最適であった。ハンニバルはクーマからミスヌム岬付近までを略奪し、プテオリに向かい攻撃の準備を整えた。プテオリの守備兵は6,000であった。街は地形的に攻略が難しく、また防御体制も整っていた。ハンニバルは3日に渡って攻めたが、占領できる可能性は無かった。結局包囲を解いてネオポリスに向かい、付近を略奪した。
マルケッルスがノラ近くまで達すると、一般市民の中には再び反ローマ・反ノラ元老院感情が出来ていることを知った。実際、親カルタゴ派はハンニバルに使者を出し、降伏を申し出ていた。この親カルタゴ派に反対するノラ貴族は、マルケッルスに対応を依頼した。マルケッルスはヴォルトゥヌス川を越えることにやや難儀はしたものの、1日の内にカレスからスエッスラに移動した。翌日の夜にノラに歩兵6,000と騎兵300を急行させ、街を占領してノラ元老院を保護した。
同じ頃、ファビウスはカシリウムに到着し、そこを守備するカルタゴ軍への攻撃準備ができていた。他方、グラックスとカルタゴのハンノは、ほぼ同時にベネヴェントゥム付近に到着していた。続く戦闘はグラックスの勝利に終わり、リウィウスによると15,000のカルタゴ兵が戦死するか捕虜となった（第一次ベネヴェントゥムの戦い）。
ネオポリス付近を略奪した後、ハンニバルはノラに向かった。マルケッルスはこれを聞き、スエッスラに残っていた法務官のマルクス・ポンポニウス・マトの軍を増援として直ちにノラに呼び寄せた。今回もハンニバルはノラを落とせず撤退せざるを得なかった（第三次ノラの戦い）。翌日にローマ軍は出撃したが、ハンニバルは野営地から動かなかった。3日目の夜、ノラ占領の見込みはないと判断したハンニバルは、タレントゥムに向かった。
これらの戦闘はベネヴェントゥムとノラの間で起こったが、ファビウスは2,000のカンパニア兵と700のカルタゴ兵が守るカシリウム近くに野営していた。カシリウム側は奴隷と一般市民も武装して、ローマの野営地を襲ったが、これは失敗した。ファビウスはマルケッルスにノラに適当な数の守備兵を残してカシリウムに来るか、あるいはベネヴェントゥムのティベリウス・グラックスを派遣するように依頼した。
マルケッルスはノラに守備兵2,000を残してファビウスに合流した。すなわち、2人の執政官が協力してカシリウムを攻撃したこととなる。しかし攻撃によるローマ兵の損害は少なくなく、ファビウスは攻撃を中止した。他方、マルケッルスは撤退をせず、攻城兵器を準備した。これを見たカンパニア兵は、ファビウスに対して無血開城して近郊のカプアに撤退することを申し出た。しかしながら、カンパニア兵が城外に出ると、マルケッルスはこれを虐殺し、さらに城内に突入して殺戮を続けた。50人のカンパニア兵のみがファビウスの元に駆け込み、無事カプアに行くことが出来た。カンパニア兵とカルタゴ兵捕虜はローマに送られ監獄に閉じ込められた。市民は近郊の都市に移された。
一方、グラックスはベネヴェントゥムで大敗していたハンノの再起を阻止するため、南イタリアのルカニア（en）に同盟国軍の兵の一部を派遣し、カルタゴ野営地近くを略奪させた。しかしローマ軍が分散しているところをハンノに攻撃されて多少の損害を受けた。ハンノはグラックスに追撃されることを恐れ、その後ブルティウムに撤退した。グラックスの本軍はアッピア街道を進み、カルタゴ側の都市となっていたカウディウム（現在のモンテサルキオ）を破壊した。ファビウスもカルタゴ軍に寝返った都市を攻撃するためにサムニウムに向かい、コンブルテリア、テレシア、コンプサ、ファギフラ、オビタニウムも破壊された。ルカニアのブランダ（en）、アプリアのアイカ（現在のトローイア）はカルタゴ軍に占領されていた。これらの都市は奪回され、カルタゴ軍25,000が戦死、170が捕虜となった。捕虜はローマに連行され、タルペーイアの岩から突き落とされて殺された。マルケッルスはノラに戻った後病気を得、これらの作戦にはほとんど参加できなかった。

### 紀元前213年
紀元前213年の執政官はファビウスの同名の息子とセンプロニウス・グラックスであった。ファビウスには父がレガトゥスとして同行していた。2人の執政官がそれぞれの担当地域に到着した時、112人のカンパニアの騎士が、ローマ野営地を略奪するとの口実でカプアを出て、スエッスラのローマ野営地に来て交渉を求めた。法務官グナエウス・フリウス・セントマウルス・マクシムス（en）との協議の結果、武装を解除した10人が交渉に参加することが認められた。グナエウスは彼らの意思を確認し、カプアを奪取した際には彼らの資産を返却すると約束した。ファビウスはアルピ（en）を攻撃し勝利している。

## 第一次カプア包囲戦

### 紀元前212年：プルケルとフラックスのローマ軍カプアを包囲
ハンニバルがタレントゥムの攻略を目指しているとき、紀元前212年の2人の執政官、アッピウス・クラウディウス・プルケルとクィントゥス・フルウィウス・フラックスはカプア攻略の意図を持ってサムニウムに軍を進めていた。他方、近郊の土地の種まきをローマ軍が妨害していたため、カプアの食料は不足し始めていた。

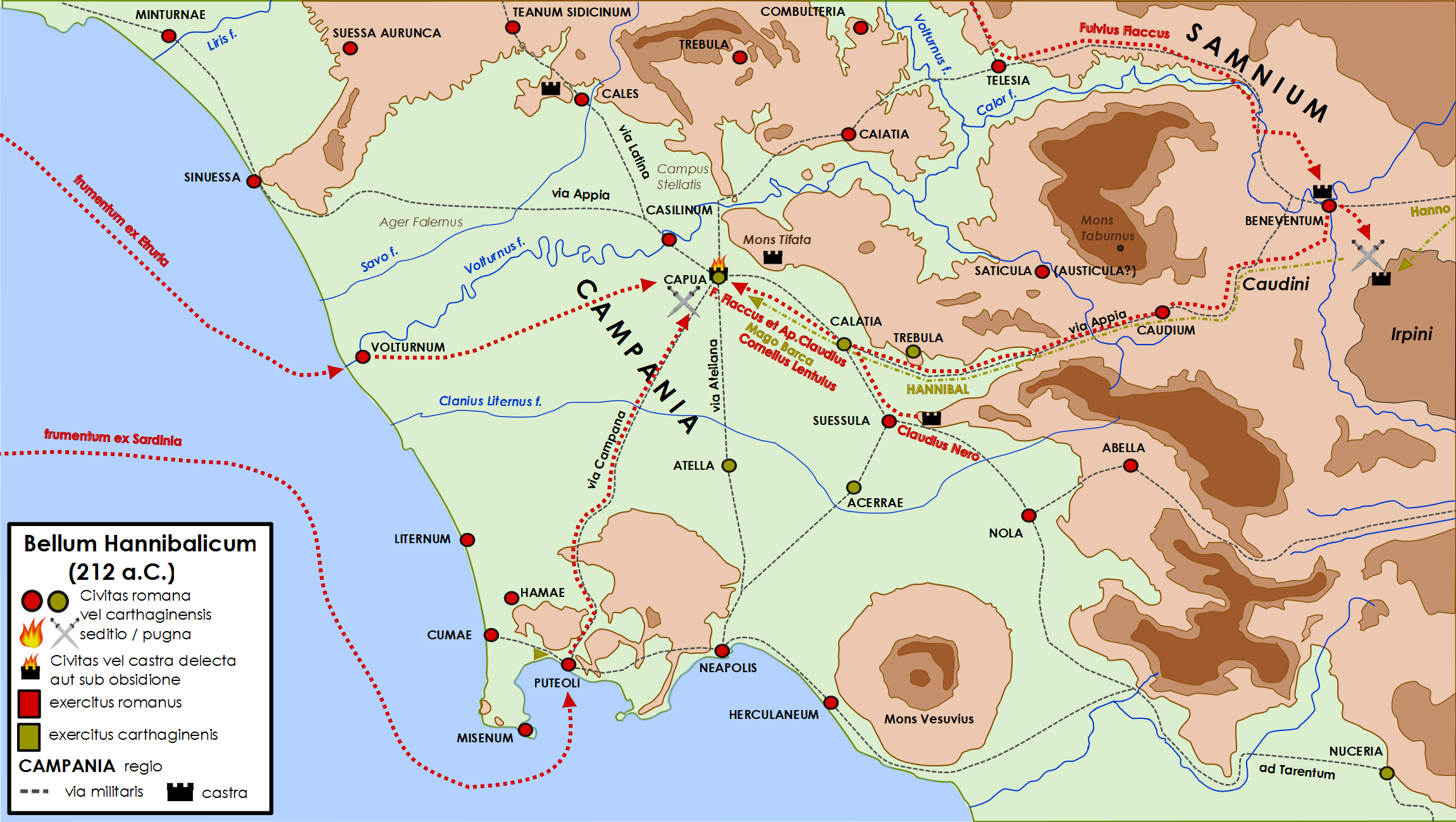
紀元前212年のカンパニアにおけるハンニバルの動き

このため、カプアはハンニバルに使者を派遣し、ローマ軍が到着して周辺の道路を占拠する前に、カプアに食料を運び込んでくれるよう依頼した。ハンニバルはブルティウムのハンノに対し、カプアに十分な食料を運ぶように命令した。ハンノはローマ軍を避けるため、ローマ側の都市であるベネヴェントゥムから4.5キロメートルに野営地を設置し、周囲の穀物を収穫し野営地に運び込ませた。その後カプアに食料を取りに来るように伝えたが、カプア側は十分な準備が出来ておらず、ハンノはこれを叱責した。
ベネヴェントゥムの出来事が届くと両執政官はボヴィアヌム（現在のボヤーノ）に移動し野営した。フラックスは次の夜にはベネヴェントゥムの城内に入った。そこでハンノの兵士が馬車2,000台でカプアへ食料を運んでいったことを知った。カルタゴ軍野営地はいくらかの農民や奴隷が残っているだけで武装した兵士はほとんどおらず、混乱状態にあった。カルタゴ軍野営地は良く防御されており、ローマ軍は苦戦したが、最後にはローマ軍が勝利した（第二次ベネベントゥムの戦い）。ローマ軍はカルタゴ軍野営地を破壊した後ベネヴェントゥムに戻り、略奪してきた物資は兵の間で分配された。敗北を知ったハンノはブルティウムに戻ったが、途中での逃亡兵も多かった。
カルタゴ軍が敗北したことを聞くと、カプアはハンニバルに対し、2人の執政官がカプアから1日の距離のベネヴェントゥムにいることを知らせた。ハンニバルは周囲の略奪を防ぐために騎兵を派遣したが、その数は2,000に留まった。同じ頃、プルケルとフラックスはベネヴェントゥムからカプアに向かって兵を進めていた。ベネヴェントゥムを空にはできないため、ルカニアを占領していたティベリウス・グラックスに騎兵と軽歩兵を派遣させた。ティベリウスは途中でカルタゴ軍のマゴに待ち伏せ攻撃を受けたが、これを退けた。しかしグラックスは戦死し、その後の指揮はグナエウス・コルネリウス・レントゥルスが執ることとなった。

### 紀元前212年：ハンニバル到着、ローマ軍カプアから撤退
カンパニアに入ったローマ軍はカプア周辺の略奪を行ったが、マゴの率いるカルタゴ軍騎兵とカプア兵の奇襲を受けた。ローマ軍は蹴散らされ、1,500が戦死した。この後ローマ軍はより注意して行動するようになった。ハンニバルもまた弟のマゴと合流すべくカプアへ向かった。ハンニバルには、彼の不在中に起こった戦闘がカプアに有利であったため、カルタゴ軍の猛攻にはローマ軍は耐えられないとの確信があった。戦闘が始まると、カルタゴ軍騎兵の連続攻撃にローマ軍は苦しみ、また弓矢での攻撃に圧倒されていた。最初のカルタゴ騎兵攻撃に衝撃を受けたローマ軍の被害は甚大であったが、ローマ騎兵の反撃によりどうにか大敗北は避けることができた。
この戦闘の後、2人の執政官はハンニバルを避けてカプアから撤退した。翌日の夜に2人は分かれ、フラックスはクーマに、プルケルはルカニアに向かった。ハンニバルはプルケルを追撃し、その殿軍を撃滅して16,000を殺したが、プルケルの捕捉には失敗した（シラルスの戦い）。

## 第二次カプア包囲戦

### 紀元前212年：ハンニバルカプアから転戦、ローマ軍再びカプアを包囲
しかしローマ軍は諦めず、執政官2人は攻城兵器を準備し再びカプアを包囲することとした。ヴォルトゥルヌス川沿いのカシリヌムに食料を集積し、また河口のヴォルトゥルヌムの防備を強化して守備兵をおいた。また制海権強化のためプテオリ（現在のポッツオーリ）にも守備兵をおいた。これら2つの港湾要塞とローマの外港であるオスティアに、サルディニアからの食料と法務官のマルクス・ユニウス・シラノがエトルリアで冬季に集めた食料を集積した。この危機的な状況の中、ハンニバルはカプアを離れることは望まなかったが、法務官グナエウス・フリジウス・フラックスがアプリアの幾つかのカルタゴ側都市を攻撃し成功したとの連絡が届いたため、そちらに対処するためにアプリアに向かわざるを得なかった。ハンニバルはこの新しく編成されたローマ軍を殲滅する意思を固め、ヘルドニア（現在のオルドーナ）近郊で戦闘となったがハンニバルが勝利した（第一次ヘルドニアの戦い）。グナエウス・フリウィウス・フラックスは騎兵200と共に脱出したが、ローマ軍の残りの部隊は包囲されて少数に分断され、18,000の兵力のうち脱出できたのは2,000程に過ぎなかった。
その後、残存兵の再集結のために特使が派遣され、法務官のプブリウス・コルネリウス・スッラも同様の任務を与えられ、奴隷兵士を軍に戻した。執政官プルケルはデキウス・ユニウスにヴォルトゥルヌルスの防衛を、マルクス・アウレリウスにプテオリの防衛を委ね、サルディニアやエトルリアから食料が届いたら、直ちにカプア近郊の野営地に送るように手配した。プルケル自身がカプア近郊に到着すると、フラックスがすでにカシリヌムから十分な補給物質を運びいれ、包囲戦の準備を完了していた。執政官2人はガイウス・クラウディウス・ネロの率いる軍がスエッスラから到着するのを待って包囲戦を開始した。
アレクサンドリアのアッピアノスによると、カプアの城壁とローマ軍の最前線の距離はおよそ370メートルであった。カプアはハンニバルに救援を求めた。戦略的な状況はカルタゴ軍にとって不利になりつつあった。カプアはローマ軍6個軍団に包囲されており、食料は不足していた。
法務官のプブリウス・コルネリウス・スッラは執政官のプルケルとフラックスに対し、カプアからの脱出を希望する市民に対してはそれを許してはどうかと提案した。他方、ハンニバルはタレントゥムの攻略を実施し、都市そのものは得たもののローマ軍要塞の攻略は短期では難しいと判断し（第一次タレントゥム攻城戦）、ブルンディジウムに転進してその攻略を行っていたが、このときにカプアからの救援要請を受け取った。ハンニバルは自身が戻ったらローマ軍はカルタゴ軍に抵抗できないだろうと返答をした。使者がカプアに戻ると、カプアはすでに二重の濠と塁壁で囲まれていた。

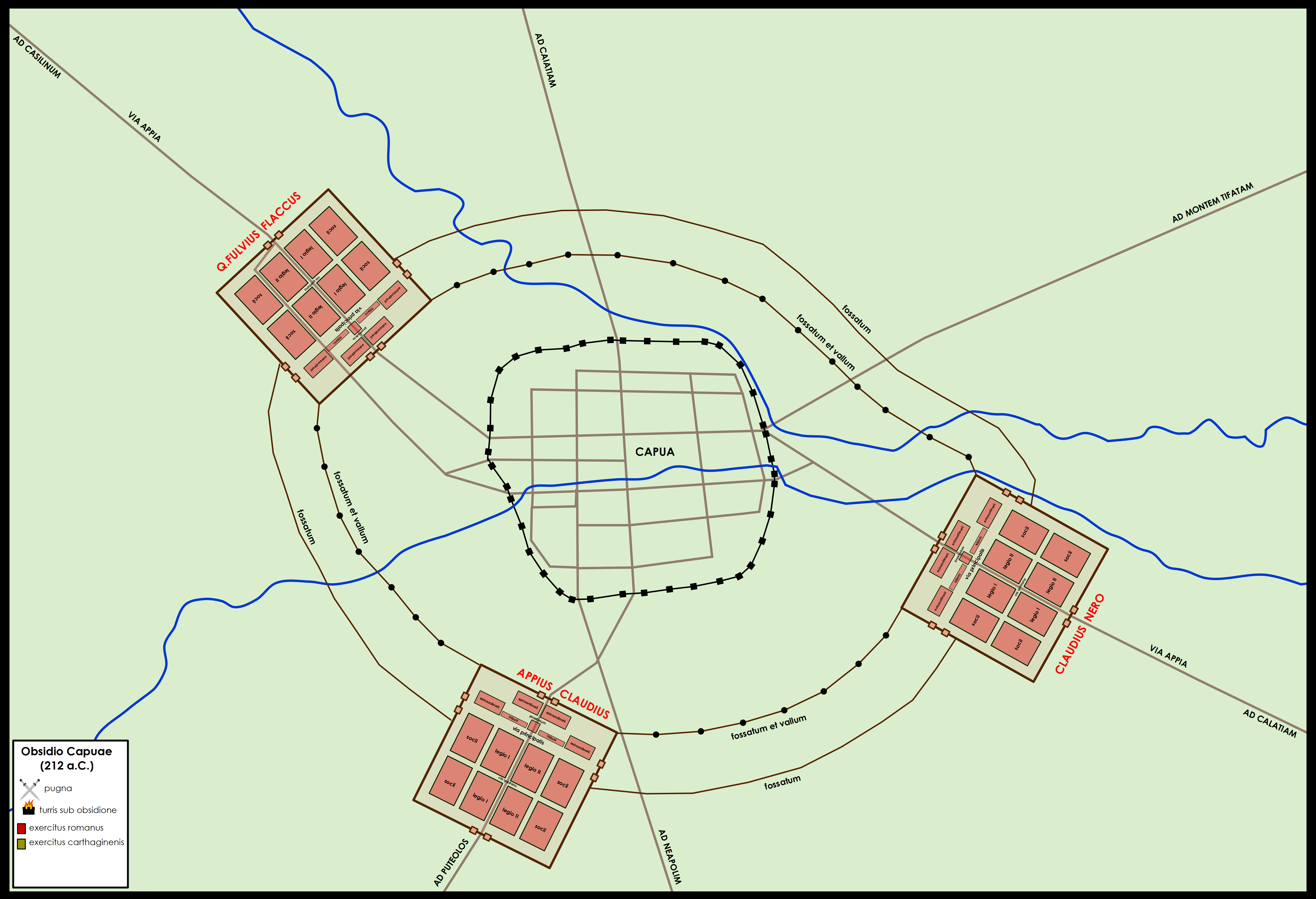
紀元前212年のローマ軍によるカプア包囲

紀元前212年の末、ローマ元老院からの依頼により、プブリウス・コルネリウス・スッラは両執政官に対して手紙を出し、ハンニバルがカプア周辺にいないのであれば、翌年の選挙のためにどちらかがローマに戻るよう求めた。結果、プルケルがローマに戻り、フラックスはカプアに留まることとなった。

### 紀元前211年：プルケルとフラックス、プロコンスルとして軍の指揮を継続

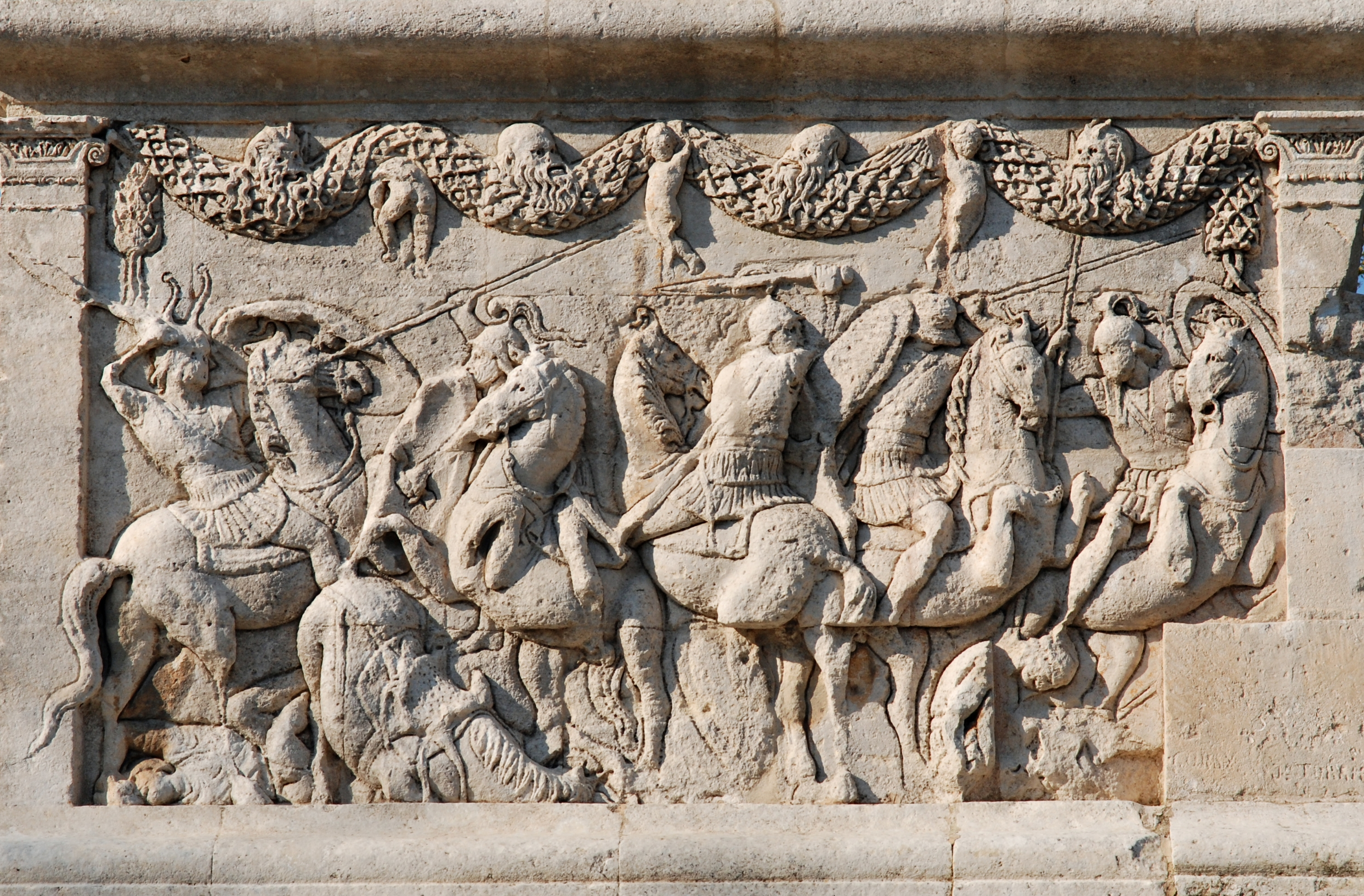
グラヌムのモゾレに描かれた戦うローマ騎兵のレリーフ

フラックスとプルケルは引き続き前執政官（プロコンスル）として同じ軍団の指揮を執ることになった。また、カプアを攻略するまで、その場を動かないように命令された。カプアの裏切りは他の多くの都市にも影響を与えたため、ローマはその行為に激怒していたが、その富と都市としての重要性のため、奪還した後には再びローマの主権を強制するつもりだった。
1人のヌミディア騎兵が、ローマ軍の包囲を突破してハンニバルに連絡することを申し出て成功した。この例だけでなく、騎兵同士の戦いは、包囲戦中何度も起こっていたが、カプア騎兵がローマ騎兵に常に優越していた。このため、ローマ軍は新戦術を採用することとした。まず優れた歩兵を選抜し、騎兵用の短い盾を持たせ、騎兵の後ろに2人乗りして馬から落ちなくなるまで乗馬訓練を行った。各兵士は7本の投槍を持ち、合図に従って一斉に行動することとなっていた。
ローマ軍の包囲は完全であったため、この訓練は安全に実施でき実戦の準備が整った。カプア騎兵はローマ騎兵に対して、投槍での攻撃を行った。すると合図があり、ローマ軽歩兵は一斉に馬から下りて、その投槍を立て続けに投げつけた。当然ではあるが、カプア騎兵はこのような攻撃を予想しておらず、大損害を受けた。続いてローマ騎兵が驚くカプア騎兵に対して追撃を行い壊走させた。この時から、騎兵に対して軽歩兵が支援する戦術が確立された。この投槍軽歩兵部隊はウェリテスと呼ばれ、その後正式化されてローマ軍の戦術に組み込まれた。

### ハンニバル救援に到着
カプアがこのような状況にあったとき、ハンニバルはタレントゥムの攻略を続けるべきか、あるいはカプアを防衛すべきか迷っていた。最終的には、カプアだけでなくカルタゴに味方した多くの同盟都市のことを考慮し、カプアに向かうことにした。ほとんどの補給部隊と重騎兵を残し、ハンニバルは歩兵と軽騎兵を選抜し、33頭の戦象を伴ってカンパニアに向かった。カプアに接近するにあたっては、以前カラティア（en）の要塞を攻撃した時に使ったティファタ山背後の渓谷に野営地を設定した。
ハンニバルはカプアに彼らの接近を知らせ、カルタゴ軍がローマ軍の攻撃を開始すると同時に、カプア軍も城門を開けて外に出て攻撃するように伝えた。ハンニバルの突然の来襲はローマ軍に恐怖を引きこした。ハンニバルはプルケルの防御柵へ接近を開始し戦闘を強要したが、プルケルはこの挑発には乗らなかった。ハンニバルはしばしば騎兵を派遣して、ローマ軍野営地に投げ槍攻撃を行なって怒りを誘い、ローマ騎兵を誘い出そうとした。またカルタゴ歩兵は柵の破壊を試みた。しかし、ローマ軍は決心を変えず、軽歩兵が反撃を行ったのみで、主力の重装歩兵は投げ槍攻撃から自身を守ることに専念した。

### 最後の戦闘

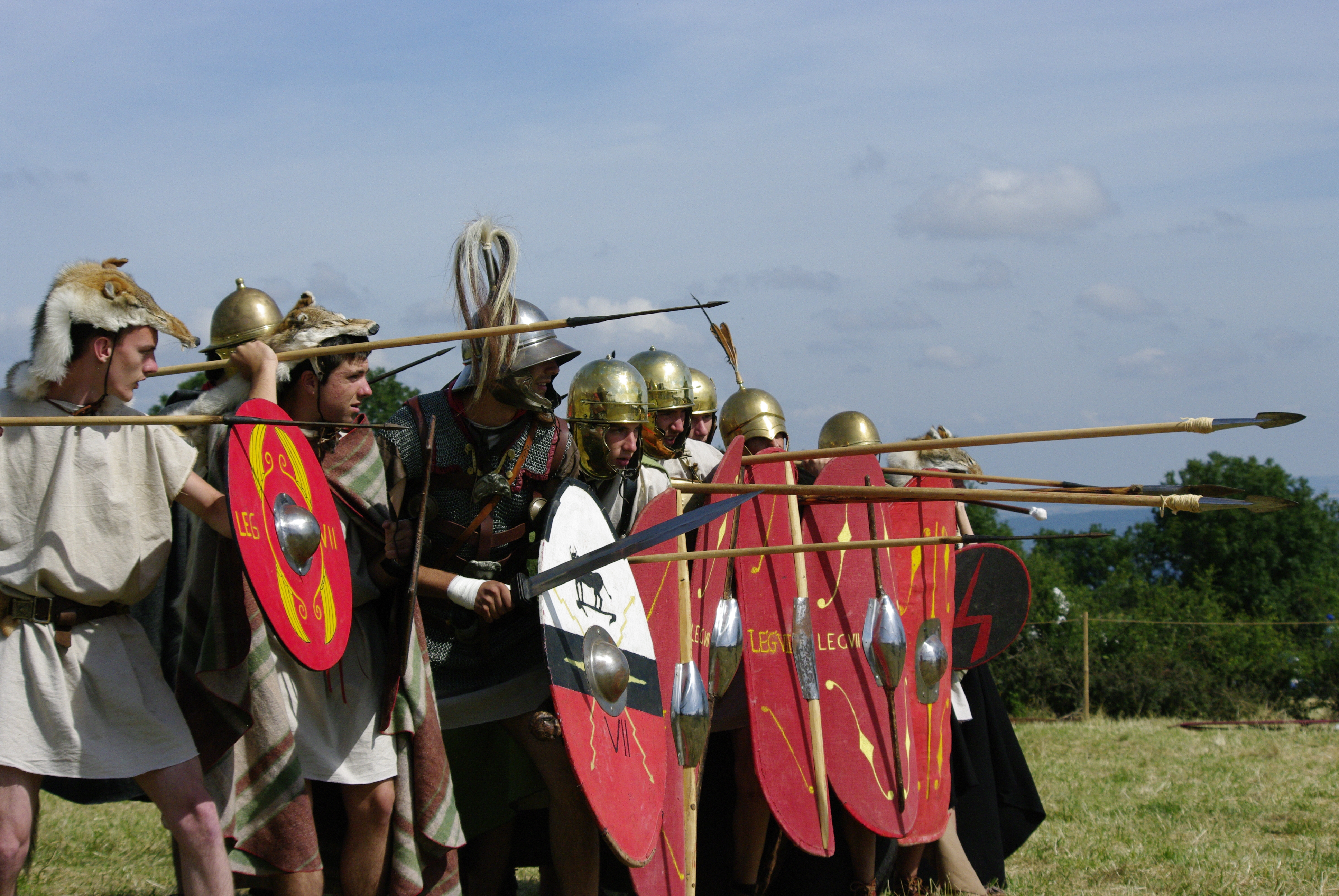
ローマ軍団兵の衣装再現。左側に2人の軽歩兵（ウェリテス）、ボイオーティア風兜を着用した騎兵、5人の第一戦列兵（ハスタティ）、第二戦列兵（プリンキペス）。実際にはこれに第三戦列兵（トリアリイ）が加わる

ポリュビウスによると初期の戦闘は小競り合い程度とされているが、リウィウスはもっと激しい戦闘があったと記している。ハンニバルの攻撃と同時に、カプア城内からボスタルとハンノに率いられた兵が出撃した。対するローマ軍は軍を以下のように分けて対抗した。
- プルケルがカプア兵に対抗
- フラックスがハンニバルの攻撃に対処
- 法務官ネロが6個軍団およびイタリア同盟都市の騎兵をまとめて、ガイウス・フルヴィウス・フラックス（執政官フラックスの弟）と共に、ヴォルトゥルヌス川の前面のスエッスラに向かう道路を防御[140]

戦闘は兵士の雄叫びで開始され、市民も城壁の上で青銅の器物を打ち鳴らした。プルケルがカプア兵に対し、フラックスがハンニバルに相対した。第VI軍団の戦列に対し、イベリア兵は中央部を3頭の戦象で突破しようとしていたが、ローマ軍野営地に突入できるかは不確かであった。フラックスは第VI軍団の危機的状況を見て、ナヴィウスおよび何人かの百人隊長に対し救援を命令した。命令を受けたナヴィウスは軍団旗を手に第一戦列兵（ハスタティ）を率いて敵に向かった。ナヴィウスは長身で、彼の軍歴を示す可憐な甲冑を身に着けていた。イベリア兵の戦列に接近すると、彼の周りには投槍が降り注いだ。しかしかれは退却せず、そのまま前進した。
指揮官の1人であるマルクス・アティリウス・レグルスは第VI軍団の第三戦列兵（プリンキペス）を率いてイベリア兵に反撃した。野営地の防衛を担当していたルキウス・ポルシウス・リキニウスとティトゥス・ポプリウスは、ヴォルトゥルヌス川を渡河しようとする戦象部隊と戦っていた。戦象は濠をわたる途中で殺された。しかし、ここを乗り越えてカルタゴ兵は濠を渡った。カプアから出撃してきたカプア兵とカルタゴ兵はローマ軍を打ち破れず、城門の近くで戦い続けた。
カプアは多数の強力な投石機やスコルピオ（en）で防御されているために、ローマ軍はカプアの城門に近づくのは困難と判断した。また、司令官の1人であるプルケルも投槍が胸にささって負傷した。しかし、戦場には多くの敵兵が倒れており、残りの兵も城内に撤退した。ハンニバルはイベリア兵の敗退とローマ野営地の強固な防御力を見て、歩兵と騎兵に背後を守らせながら撤退することとした。ローマ軍はこれを追撃しようとしたが、混乱が生じた。混乱が拡大しないように、フラックスは整然とした撤収を選んだ。リウィウスによると、ハンニバル軍の損害は8,000、カプア軍の損害は3,000であり、カルタゴ軍から15本、カプア軍から18本の記章が奪われた。
しかし、他の古代の歴史家はこのような戦闘があったことを否定している。ヌミディア騎兵とイベリア兵が戦象を伴ってローマ軍野営地に突入し、これを破壊した。続いてハンニバルがこの恐慌を拡大するために、自軍のイタリア半島出身者をローマ軍野営地に潜入させ、ラテン語で撤退命令が出たとの嘘を流した。この欺瞞は見抜かれ、ローマ軍はカルタゴ軍に反撃し、戦象は火を使って撃退された。
どちらの説が正しいにせよ、これがカプア降伏前の最後の戦闘であった。

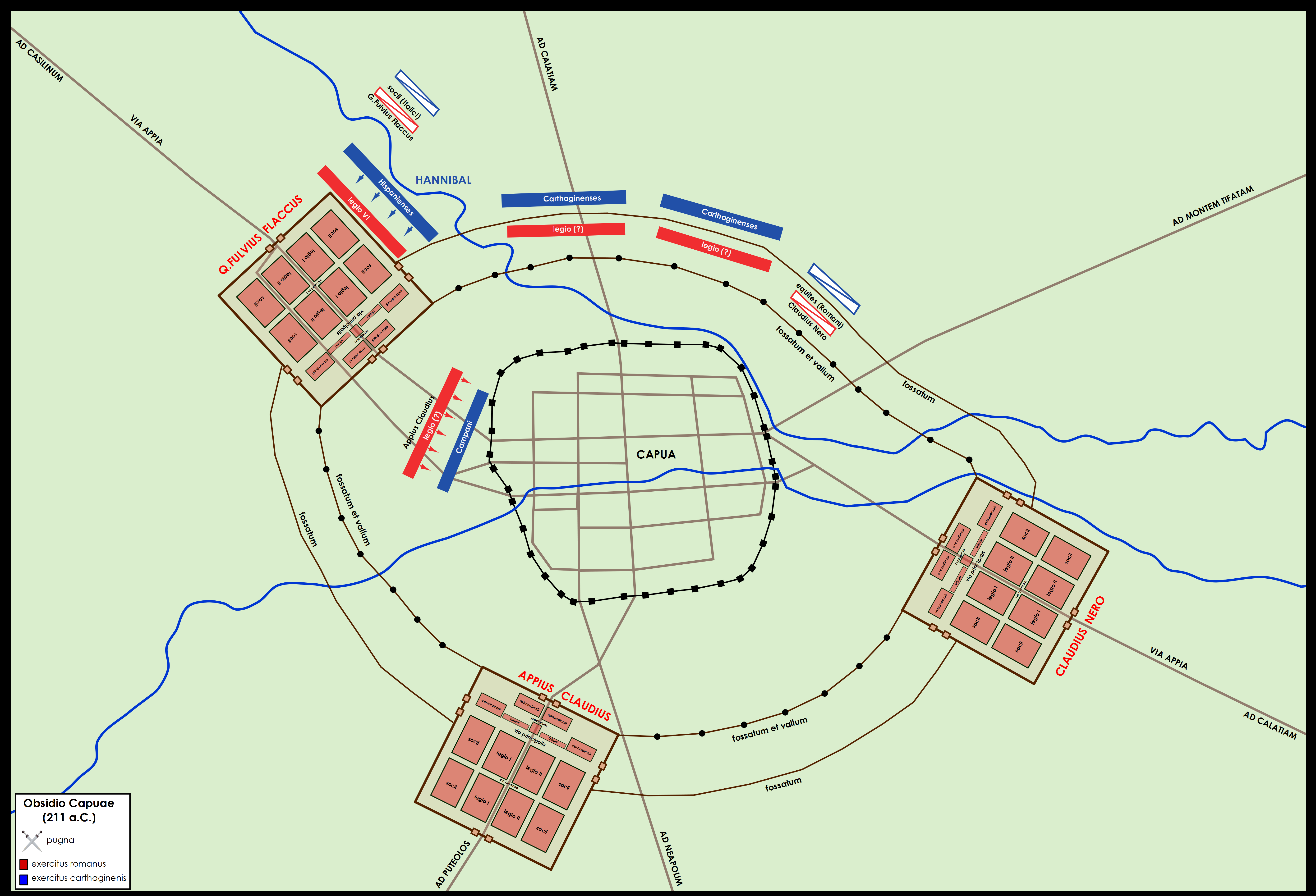
紀元前211年の最後の戦いの布陣

### 膠着

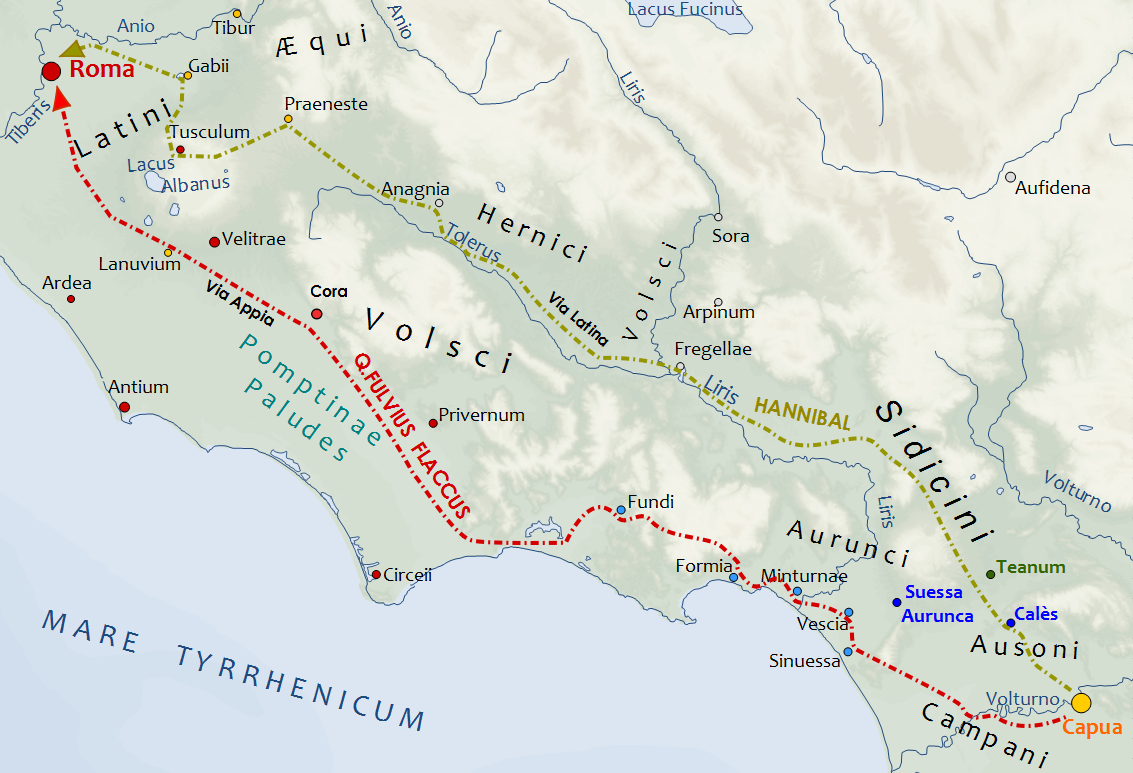
ローマに向かうハンニバルとそれを追うフラックスの動き

ハンニバルはカプア城内に入城できず、膠着状態に陥ったことに不満であった。会戦を避けて防御戦術に徹底したローマ軍に関して、ポリュビウスはその理由を騎兵の劣勢にあったとしている。ローマ軍騎兵は野戦ではカルタゴ軍騎兵に対抗できないため、その野営地に留まることを好み、他方カルタゴ軍は周辺からの食料調達が出来ないため長期間の滞陣ができなかった。
ハンニバルは別のローマ軍の到着により補給が遮断されることを恐れ、また強力な攻撃によっても封鎖を解くのは困難と考えた。解決策として、ハンニバルは急ぎ移動してローマそのものを攻撃し、市民に混乱を生じさせ、カプアのローマ軍が救援のために戻らざるを得ない状況を作ることを計画した。その場合、カプアのローマ軍はほとんどがローマに向かうであろうから、残留している軍を打ち破るのは容易になる。
熟考の末、ハンニバルはリュビア人の連絡者をローマ軍の包囲するカプアに送り込んだ。ハンニバルがローマに向かった場合、カプアが見捨てられたと考えて降伏するのを避けるためであった。カプアの市民が包囲戦に耐え続けるよう、手紙にカプアを離れる理由を書き送った。手紙の内容は、カプアを離れるのはカプアを救うためであり、ローマ軍は必ず彼を追うであろうから、数日後にはカプアの包囲は解かれるであろう、というものであった。
ヴォルトゥルヌス川のボートを鹵獲し、ハンニバルは軍に出発を命じた。ボートの数は十分であり、一夜の間に渡河は完了したが、これはカプアに到着して5日後のことであった。ハンニバルは幕僚と夕食をとり、夜明け前に渡河を行った。

### ハンニバル、陽動のためローマに向かう

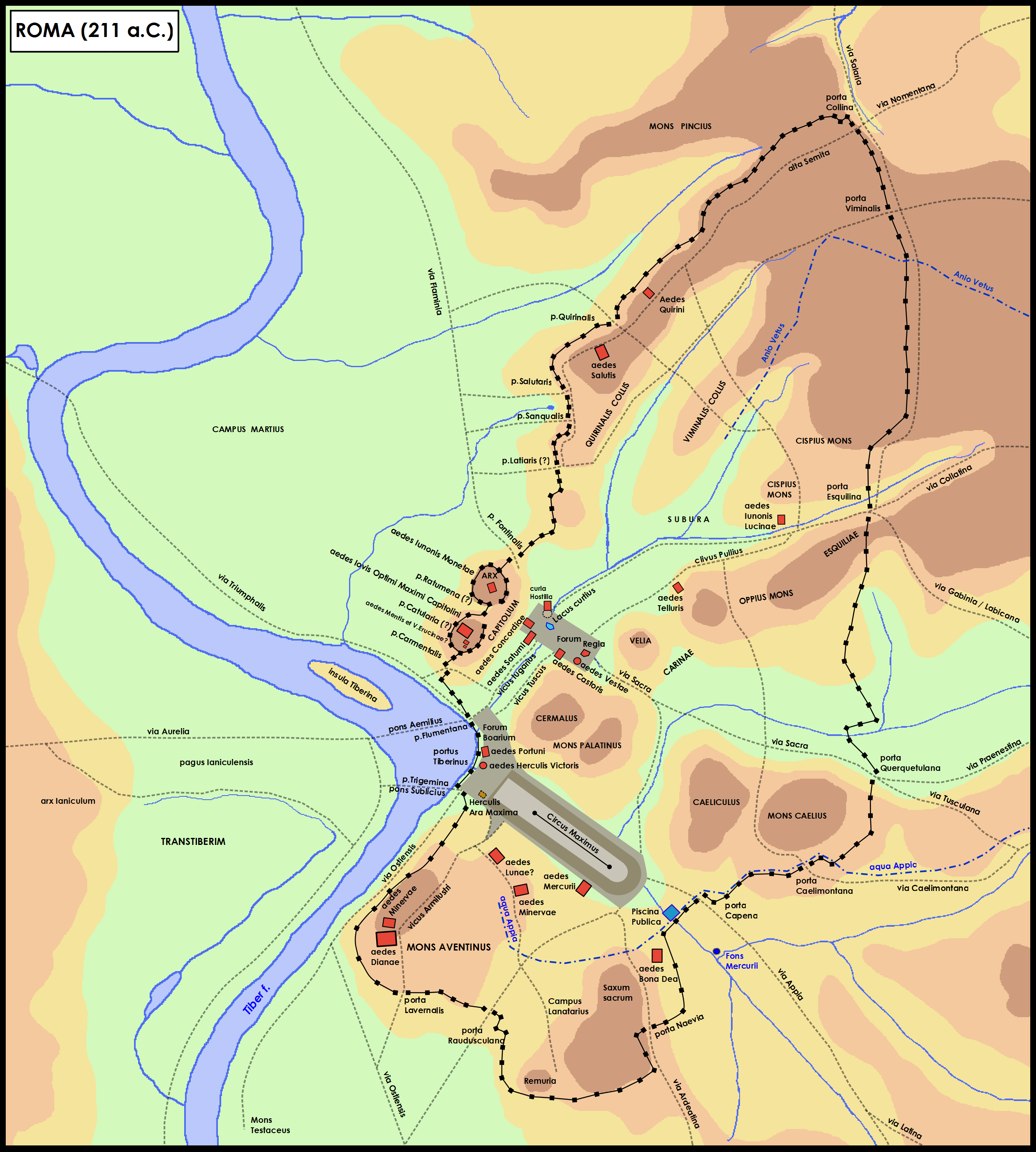
紀元前211年当時のローマ市

ハンニバルがこの作戦を遂行していることを知ると、フラックスは直ちにローマ元老院に手紙を書き送った。元老院は、状況の重大さを認識し、全体集会が召集された。
他方、ハンニバルはサムニウムを抜けてローマに急行し、わずか40スタディオン（7.5キロメートル）の距離に野営地を設営した。その到着は突然であり、また予想外のものであったため、このことが知られると市民は驚き動揺が広がった。ハンニバルがこのような距離にまでローマに接近したことは、過去にも無かった。また、市民の一部はカプアのローマ軍が敗北したのではないかと疑った。
しかしローマ市防衛のために新たに2個軍団を新設していたことを知ると、ハンニバルは街自体の攻略は諦め、周辺地域を襲撃し、略奪を行った。カルタゴ軍野営地には略奪した物質が積み上がった。数日後、ハンニバルはカプアに戻ることを決めた。十分な略奪を行い、またローマ自体の攻略が不可能であったのも理由であったが、最大の理由はカプアのローマ軍が包囲を解いてローマに向かうに十分な日数が経過したと信じたためであった。あるいはカプアに多少の兵を残しているかもしれないが、いずれにせよハンニバルにとって想定していた事態であった。

### ハンニバル、ローマを去りカプアに戻らずレギウムに向かう
ハンニバルはカプアに急いだが、プルケルはカプアの包囲を解いておらず、依然としてローマの防御力は強力であった。このため、ハンニバルはカプアには戻らず、ダウニア（en）からブルティウムに向かい、陥落寸前のレギウムの攻略を続けた。ローマ人はローマ市を守り、またカプアの包囲も解かなかった。カプア包囲継続という自身の行為の重要性を確信し、大いなる決意を持ってこれを実行した。

### カプア降伏
フラックスがローマに向かったにもかかわらず、カプアの包囲は弱まらなかった。それだけでなく、ハンニバルではなくフラックスが戻ってきたことにカプア市民は驚いた。しかしこの事実から、カプアはハンニバルから見捨てられたことを理解した。以前、ローマ軍は決められた日までに市民がカプアを離れた場合、彼らを罰することはないと通達していたが、実際にはハンニバルに対する忠誠心とローマへの恐怖のため、脱出した市民はいなかった。ローマ同盟都市であることを放棄したことをローマが許すことはないと考えていたのである。
カプア貴族は降伏を決め、家に戻って最後の時を待った。カルタゴからカプア守備に派遣されたボスタルとハンノは、ハンニバルに対してカプアだけでなくカルタゴ守備兵を見捨てたことを非難する手紙を書いた。しかしこの手紙はローマ軍の手に渡った。伝令として選ばれたヌミディア兵がローマ軍に投降したのである。同じく多くのヌミディア兵がローマに投降した。しかし70人以上の投降兵が殺され、切り落とされた腕がカプアに運ばれた。このような残酷な仕打ちにカプア市民は絶望した。ローマとの同盟解消を支持したウィビウス・ウィリオは降伏を待つことなく、自決した。また、元老院議員達に惨劇を見る前に自決することを薦めた。宴会が開催され、十分な食事とワインが振舞われた後、毒が入れられた杯が配布された。ローマへの降伏の使節を送るに先立ち、27人の元老院議員が自決した

## その後の推移

### カプア降伏直後
降伏宣言の翌日、ローマ軍野営地前のユピテル門が開けられた。プルケルとフラックスの2人のプロコンスルとネロが率いるローマ軍はここを通って入城した。カプア城内の全ての武器は集められ、全ての城門には衛兵が配置された。その後、カルタゴ守備軍とカプア元老院議員がローマ軍司令官の前に立たされた。元老院議員たちは鎖で繋がれ、また所有する全ての金銀を財務官（クァエストル）に差し出すよう命令されていた。結果、2,700ポンドの金と31,200ポンドの銀が押収された。27人の元老院議員はカレス（en、現在のカルヴィ・リゾルタ）へ、28人はテアヌム・シディシヌム（現在のテアーノ）へ捕虜として送られた。
カプア元老院議員の処分に関しては、プルケルとフラックスの間で分かれた。プルケルは助命に傾き、フラックスは死刑との意見であった。両者の意見が一致しなかったため、その処置だけでなく捕虜の尋問も元老院に委ねられた。フラックスは、この処置がラテン系の同盟都市との関係に悪影響を及ぼすのを恐れ、騎兵2,000と共にテアヌムに向かった。

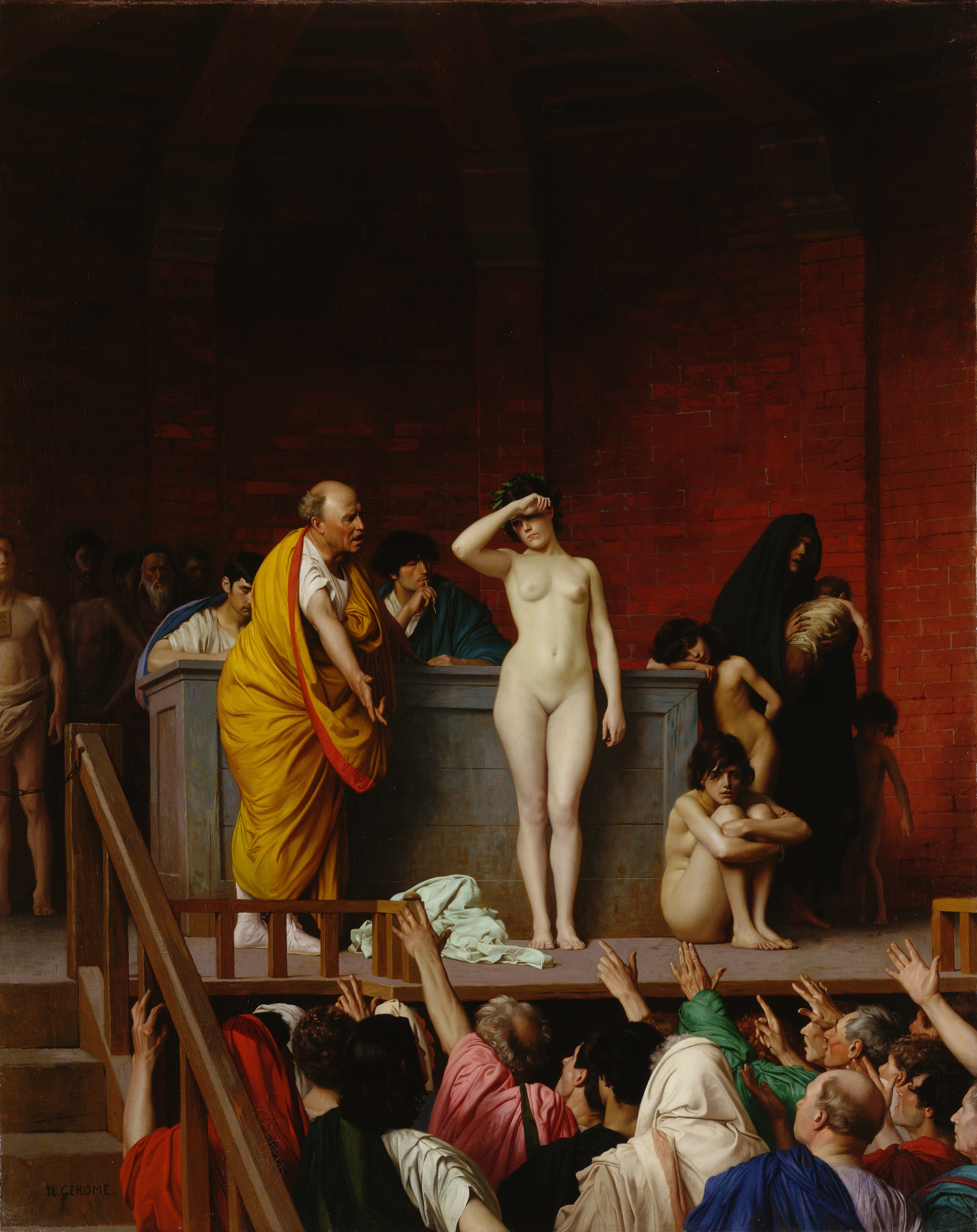
カプア市民の多くは、裸にされ競売された。ジャン＝レオン・ジェローム画

テヌアムに到着すると、フラックスはそこの責任者に拘留されているカプア捕虜を彼の前に連れてくるよう命じた。そして連行された捕虜を杖で打ち、斧で首を刎ねた。その後直ちにもう1つの捕虜拘留地であるカレスに向かった。すでにローマ元老院から指示が届いていたが、フラックスはそれを読まずに捕虜全員を処刑した。処刑終了後、ローマからの指令書を読んだが、カレスを離れようとしたとき、1人のカプア人が自分を殺せと叫んだ。フラックスはこれを狂人と思ったが、指令書を呼んだ後であったため殺すことが出来なかった。この男はフラックスの眼前で自分の胸を突き刺して自殺した。
元老院議員70人と貴族300人以上が処刑された。他のカプア人はラテン系のローマ同盟都市に送られ幽閉されたが、様々な理由で死亡した。最終的には、相当数の人々が奴隷身分に落とされて売却された。カプア自体は破壊されず、農業都市として再建され、農民、解放奴隷、商人、職人などが新たな住民となった。その領土と公共建造物はローマ人のものとなった。市には独自の公的機関、元老院、裁判所等は設置されず、ローマから毎年知事が送られた。

### 長期的影響
カプアが陥落すると、ローマとの同盟を解消して敵対していた他の都市は、ローマとの関係の再構築を模索し始めた。最初の例はアテラ（en）とカラティア（en）であったが、その指導者は処刑された。市民の多くは街を離れ二度と戻らなかった。ローマはしかしながら、街に火を放ったり、建物や城壁の崩壊は行わず、街の略奪もしなかった。街には罪は無いとして恩赦を与え、その資産は残した。ローマに反逆したものはその代償を払う必要はあるが、ハンニバルからの支援は期待できないということを明らかにした。
ハンニバルの立場は難しくなった。数において勝る敵から、多くの都市を守ることは出来ない。ハンニバル軍は1か所に存在するだけだが、ローマ軍は必要な場所にどこにでも軍を派遣できた。多くの同盟都市をその運命に委ねさせるを得ず、また反乱によるカルタゴ兵への殺害を防ぐために、守備兵も引き揚げるしか無かった。この不誠実さと残酷さを非難するものも多かった。

### 古代の記録
- (GRC) Appiano di Alessandria, Historia Romana (Ῥωμαϊκά), VII e VIII.
- (LA) Cornelio Nepote, De viris illustribus.
- (LA) Eutropio, Breviarium ab Urbe condita, III.
- (GRC) Polibio, Storie (Ἰστορίαι), III-XV.
- (GRC) Strabone, Geografia, V.
- (LA) Tito Livio, Ab Urbe condita libri, XXI-XXX.
- (LA) Tito Livio, Periochae, 21-30.
- (LA) Valerio Massimo, Factorum et dictorum memorabilium libri IX.

### 現代の研究書
- (EN) John Briscoe, The Second Punic War, Cambridge, 1989.
- Giovanni Brizzi, Annibale, strategia e immagine, Città di Castello, Provincia di Perugia, 1984.
- Giovanni Brizzi, Storia di Roma. 1. Dalle origini ad Azio, Bologna, Patron, 1997, ISBN 978-88-555-2419-3.
- Giovanni Brizzi, Annibale. Come un'autobiografia, Milano, Bompiani, 2003, ISBN 88-452-9253-3.
- Giovanni Brizzi, Scipione e Annibale, la guerra per salvare Roma, Bari-Roma, Laterza, 2007, ISBN 978-88-420-8332-0.
- Guido Clemente, La guerra annibalica, in Storia Einaudi dei Greci e dei Romani, XIV, Milano, Il Sole 24 ORE, 2008.
- Gaetano De Sanctis, L'età delle guerre puniche, in Storia dei Romani, vol.III, parte II, Firenze, 1967.
- Gianni Granzotto, Annibale, Milano, Mondadori, 1991, ISBN 88-04-35519-0.
- Serge Lancel, Annibale, Roma, Jouvence, 2002, ISBN 978-88-7801-280-6.
- (EN) John Francis Lazenby, Hannibal's War, 1978.
- Theodor Mommsen, Storia di Roma antica, vol.II, Milano, Sansoni, 2001, ISBN 978-88-383-1882-5.
- Sabatino Moscati, Tra Cartagine e Roma, Milano, Rizzoli, 1971.
- Sabatino Moscati, Italia punica, Milano, Rusconi, 1986, ISBN 88-18-12032-8.
- André Piganiol, Le conquiste dei romani, Milano, Il Saggiatore, 1989.
- Howard H.Scullard, Storia del mondo romano. Dalla fondazione di Roma alla distruzione di Cartagine, vol.I, Milano, BUR, 1992, ISBN 88-17-11574-6.